# エルデカルシトール
エルデカルシトール(英:eldecalcitol)は、活性型ビタミンD3誘導体であり、化合物名は(1R,2R,3R,5Z,7E)-2-(3-hydroxypropyloxy)-9,10-secocholesta-5,7,10(19)-triene-1,3,25-triol。化学構造としては、３－ヒドロキシプロピロキシ基が、６員環ないしシクロヘキサン骨格に結合している点に特徴がある。
エルデカルシトールは骨に特異的に作用するので、骨粗鬆症の治療に用いられる。